# Sardón de Duero
Sardón de Duero – gmina w Hiszpanii, w prowincji Valladolid, w Kastylii i León, o powierzchni 19,67 km². W 2011 roku gmina liczyła 671 mieszkańców.